# Mariano Piccoli
Mariano Piccoli (Trento, Trentino - Alto Adige, 11 de setembre de 1970) és un ciclista italià, ja retirat, professional des de 1992 fins al 2005.
Professional des de l'agost de 1992, és conegut pel seu esperit ofensiu, que li va permetre guanyar diverses etapes de la Volta a Espanya i el Giro d'Itàlia. Va destacar especialment en aquesta darrera cursa, que va disputar dotze edicions consecutives. Només va abandonar l'edició del 2003 per culpa d'una caiguda que li provocà una fractura de costelles. Hi va guanyar la classificació per punts (1998) i el Gran Premi de la muntanya (1995 i 1996). El 1999 va completar les tres grans voltes, una fita tan sols aconseguida per 22 ciclistes fins aquell moment.
Una vegada retirat, el 2005, passà a exercir de director esportiu de l'equip Unidelta Acciaierie Arvedi Bottoli. També va ser col·laborador de la RAI durant el Giro d'Itàlia de 2007.
El juliol de 2010, mentre era membre del cos tècnic de l'equip sub-23 Trentino Ballan Legno Casa, trobaren a casa seva diverses substàncies dopants. El seu nom també s'esmenta en el cas Màntua i altres casos de dopatge.

## Palmarès
- 1991
  - 1r al Gran Premi Palio del Recioto
  - Vencedor de 2 etapes a la Setmana ciclista bergamasca
- 1995
  - Vencedor d'una etapa al Giro d'Itàlia i  1r al Gran Premi de la muntanya
  - Vencedor d'una etapa a la Euskal Bizikleta
  - Vencedor de 2 etapes a la Volta a Polònia
- 1996
  -  1r al Gran Premi de la muntanya del Giro d'Itàlia
- 1997
  - 1r al Gran Premi de la Indústria i el Comerç de Prato
  - Vencedor d'una etapa a la Volta a Espanya
- 1998
  - Vencedor d'una etapa al Giro d'Itàlia i  1r de la classificació per punts
  - Vencedor d'una etapa a la Volta a Renània-Palatinat
- 2000
  - Vencedor d'una etapa al Giro d'Itàlia
  - Vencedor de 2 etapes a la Volta a Espanya

### Resultats al Giro d'Itàlia
- 1993. 84è de la classificació general
- 1994. 89è de la classificació general
- 1995. 20è de la classificació general. Vencedor d'una etapa i  1r al Gran Premi de la muntanya
- 1996. 46è de la classificació general.  1r al Gran Premi de la muntanya
- 1997. 48è de la classificació general
- 1998. 35è de la classificació general. Vencedor d'una etapa i  1r de la classificació per punts
- 1999. 38è de la classificació general
- 2000. 34è de la classificació general. Vencedor d'una etapa
- 2001. 87è de la classificació general
- 2002. 43è de la classificació general
- 2003. Abandona
- 2004. 59è de la classificació general

### Resultats al Tour de França
- 1996. 93è de la classificació general
- 1999. 50è de la classificació general

### Resultats a la Volta a Espanya
- 1997. 48è de la classificació general. Vencedor d'una etapa
- 1998. 77è de la classificació general
- 1999. 58è de la classificació general
- 2000. 50è de la classificació general. Vencedor d'una etapa
- 2001. 102è de la classificació general
- 2002. 102è de la classificació general
- 2003. 99è de la classificació general
- 2004. 115è de la classificació general